# Marie Bobillier
Marie Bobillier, född 1858 och död 1918 var en fransk musikhistorisk författare under pseudonymen Michel Brenet.
Den polyfona vokalmusiken behandlade Bobillier i flera värdefulla studier, av vilka främst märks en biografi över Palestrina (1906). Bobillier behandlade även framgångsrikt medeltidens tonkonst och den klassiska instrumentalmusiken samt efterlämnade en värdefull och självständigt upplagd Dictionnaire pratique et historique de la musique, som fullbordades och utgavs av Amédée Gastoué 1926.